# Лаганади
Ладжанади (итал. Laganadi) — коммуна в Италии, располагается в регионе Калабрия, подчиняется административному центру Реджо-Калабрия.
Население составляет 498 человек, плотность населения составляет 62 чел./км². Занимает площадь 8 км². Почтовый индекс — 89050. Телефонный код — 0965.
Покровительницей коммуны почитается Пресвятая Богородица (Santa Maria delle Grazie). Праздник ежегодно празднуется 15 августа.